# مطار الملك عبد العزيز الدولي
مطار الملك عبد العزيز الدولي (إياتا: JED، إيكاو: OEJN) أو مطار جدة الدولي هو مطار دولي يقع على بعد 19 كيلو متراً شمال مدينة جدة الميناء الأول في السعودية، بدأ بناء المطار في 1974، وتم افتتاح المطار رسمياً في إبريل 1981.

## وصف
يحتل المطار مساحة 105 كـم2 (41 ميل2) تضم بالإضافة إلى مرافق المطار الرئيسية المرافق الخاصة بسكن الموظفين ومرافق قاعدة القوات الجوية الملكية السعودية بالمنطقة الغربية والمناطق المخصصة للتوسعات المستقبلية. بدأت أعمال البناء في مطار كيا في عام 1974، وانتهت في عام 1980. أخيرًا، في 31 مايو 1981، تم افتتاح المطار للخدمة بعد افتتاحه رسميًا في أبريل 1981.
و يعتبر هذا المطار هو الأهم في مطارات السعودية، حيث أنه هو المركز الرئيسي ومركز عمليات شركة الخطوط الجوية العربية السعودية، كما أنه هو بوابة مكة المكرمة الجوية، وعن طريقه يصل جميع الحجاج والمعتمرين إلى المسجد الحرام بمكة المكرمة، كما يتميز أيضا بأنه يضم رابع أكبر صالة للركاب في العالم وهي صالة الحجاج حيث تبلغ مساحتها 465000 م2.

## مطار الملك عبد العزيز الدولي الجديد
في عام 2019، افتتح مطار الملك عبد العزيز الدولي مع نقل عدد من الرحلات الداخلية للعمل منه. يعتبر المطار أحد أكبر المطارات من نوعه في العالم. يستمتع الزوار والركاب بعدد من المرافق بما في ذلك صالات بمساحة 810,000 متر مربع ومركز نقل يربط بين المبنى وموقف السيارات ومحطة القطار. علاوة على ذلك، يحتوي المطار على حوض سمك ضخم يبلغ قطره 10 أمتار وارتفاعه 14 مترًا بالإضافة إلى قدرة تخزين بمليون لتر من الماء. كما تم إنشاء مسجد يتسع لـ 3732 مصلي في المطار. في أغسطس 2019، بدأ المطار في نقل عدد من الرحلات الدولية التي تشغلها السعودية إلى هذه المحطة الجديدة ، وفي 18 نوفمبر أصبحت شركة الاتحاد للطيران الإماراتية أول شركة طيران غير سعودية تنتقل إلى هذه المحطة الجديدة.

## مباني الركاب
يضم مطار الملك عبد العزيز بجدة ثلاثة صالات للركاب: الصالة الجنوبية، والصالة الشمالية، وصالة الحجاج.

### الصالة الجنوبية
تعتبر الصالة الجنوبية إحدى التحف المعمارية البارزة في عالم المطارات وتتميز بسقفها الشديد الانحناء فوق صالة المغادرة الرئيسية. وقد صممت لاستيعاب 2500 راكب/الساعة. وتخدم كل رحلات الخطوط السعودية الداخلية والدولية. وهناك أربعون بوابة قدوم ومغادرة بالصالة، وكذلك يوجد بها استراحة لكبار الشخصيات بمواقف سيارات خاصة بهم. ويربطها بمدينة جدة طريقان سريعان هما طريق المدينة المنورة وطريق مكة المكرمة السريع.

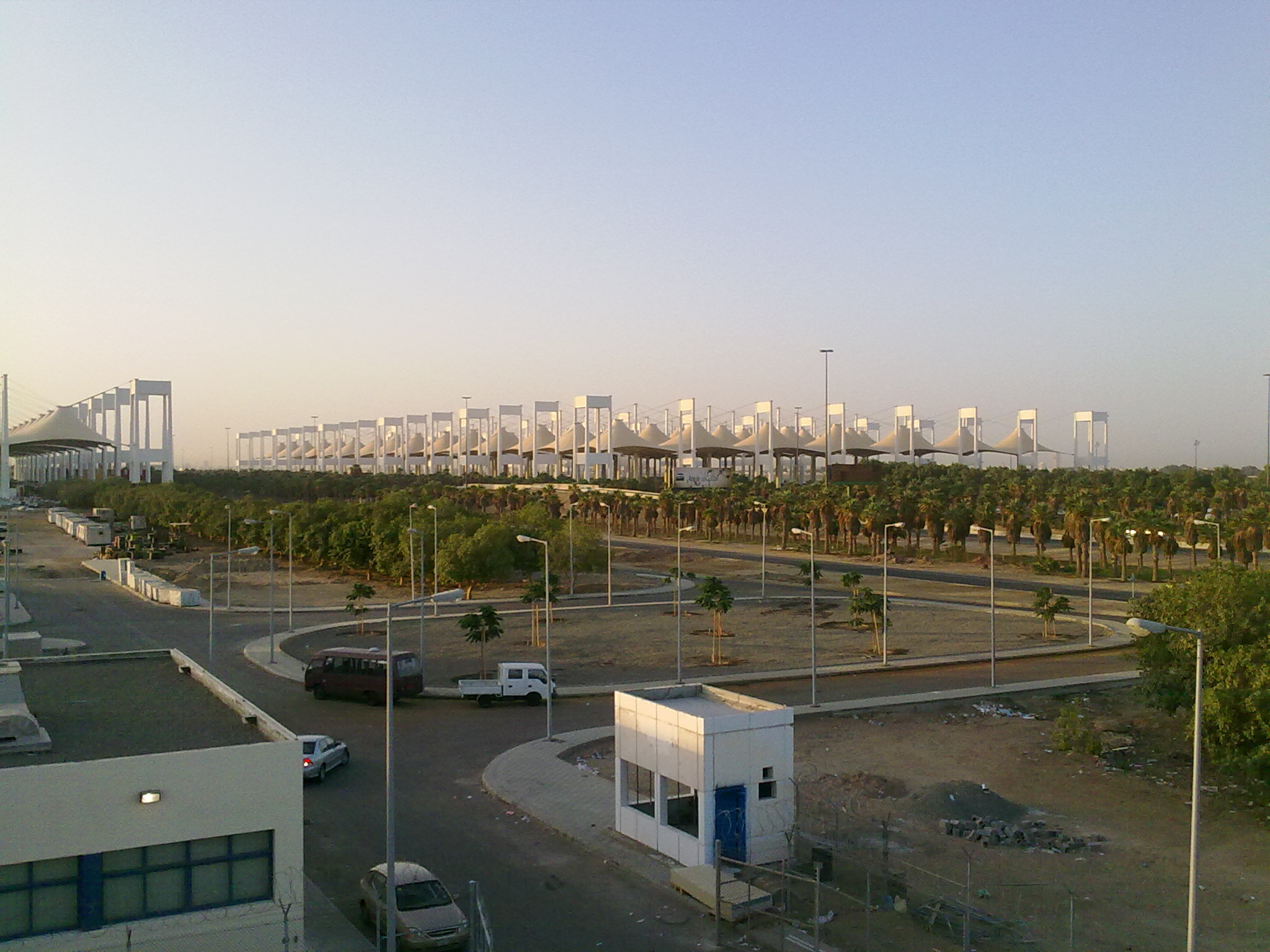
محطة الحج

### الصالة الشمالية

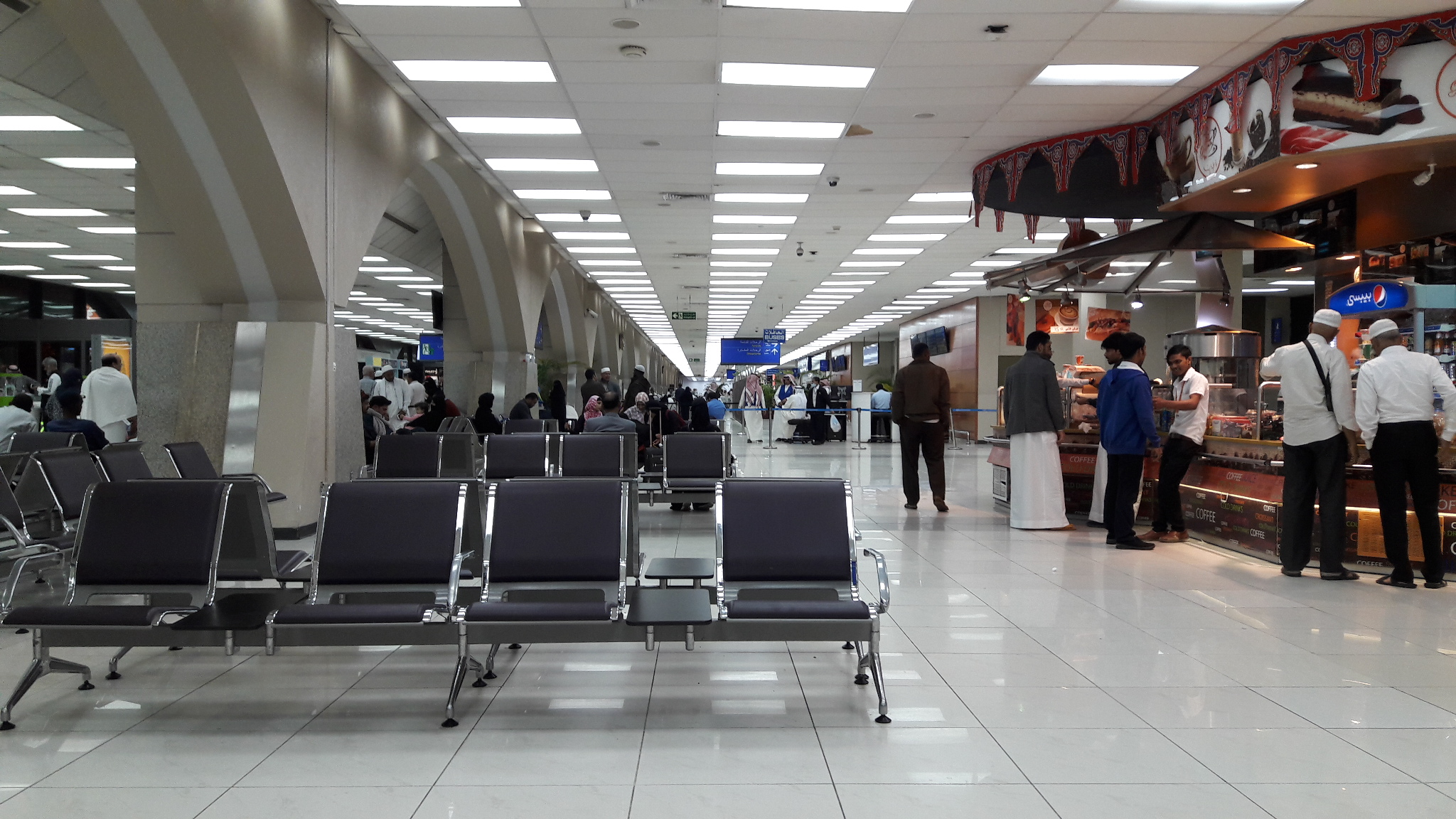
الصالة الشمالية

وتشبه في مظهرها الخارجي الصالة الجنوبية، وهي مخصصة لكافة خطوط الطيران الأجنبية المنتظمة إضافة إلى عشرين شركة طيران تعمل في موسمي الحج والعمرة والتي تصل خدماتها إلى مدينة جدة. وهناك أربع عشرة بوابة قدوم ومغادرة بالصالة الشمالية.

### صالة الحجاج
بسبب قرب جدة من مدينة مكة المكرمة، يحتوي المطار على محطة مخصصة للحج، مصممة للتعامل مع الحجاج المشاركين في الطقوس المرتبطة بالحج السنوي. يمكن أن تستوعب 80,000 مسافر في نفس الوقت.
المبنى من تصميم مهندس معماري بنغلاديشي فضل الرحمن خان المعمارية شركة سكيدموري، أوينغس وميريل (سوم)، ومن المعروف عن خيمة مثل سقف هيكل وهندستها من قبل هورست بيرجر في حين أن جزءا من شركة جيجر بيرغر. عشر وحدات تتألف كل منها من 21 «الخيام» من التفلون الأبيض المغلف بنسيج من الألياف الزجاجية المعلقة من أبراج، يتم تجميعها معا في كتلتين من خمس وحدات ويفصل بينهما مركز تجاري بين الكتل. تقع مناولة الأمتعة والمرافق المماثلة في مبنى مكيف. الغالبية العظمى من المجمع، تسمى «محطة منطقة الدعم»، مرنة، منطقة مفتوحة، تصور أن وظيفة مثل قرية كاملة مع سوق ومسجد. هذه المنطقة غير محاطة بالجدران ومحمية من أشعة الشمس الشديدة بينما تسمح التهوية الطبيعية؛ مما اعتبرها البعض أن المبنى صديق للبيئة.
حصلت صالة الحجاج على جائزة الآغا خان للعمارة في عام 1983. وفقًا للجنة التحكيم «"واجه تصميمًا رائعًا ومبدعًا لنظام التسقيف التحدي الهائل المتمثل في تغطية هذه المساحة الواسعة بأناقة وجمال لا مثيل لهما».
تعتبر صالة الحجاج صالة فريدة من نوعها، حيث صممت على شكل خيام (خمس خيام أ-ب-ج-د-ه) غطيت أسطحها بمادة الألياف الزجاجية الممزوجة بمادة التفلون.(كل خيمة من الخمسة تتكون من خمسة عشر قبة) تبلغ مساحتها 465000 م2، وبهذا تكون رابع أكبر صالة للركاب في العالم بعد مطارات هونغ كونغ، بانكوك وسول، وتتكون من موقعين منفصلين يفصلهما طريق بعرض 160 م. كما صمم مدرج الطيران ليخدم 10 طائرات ضخمة. وهناك مدرج آخر يقع غرب المدرج الأول سوف يستخدم مستقبلاً عند تزايد عدد الحجاج. وهناك خمس مبان في كل موقع لخدمة الحجاج، كل مبنى منها يحتوي على بوابتين متصلتين بجسرين يقودان إلى الطائرة مباشرة، إضافة إلى ما يقارب 120 محلاً تجارياً ومطاعم ومحلات للوجبات الخفيفة ومركز طبي ودورات مياه. ويمكن استقبال ما يقارب 50000 حاج يومياً في المواسم. وتعتبر هذه الصالة في الواقع مطاراً قائماً بحد ذاته مزودة بجميع الخدمات والمرافق الحكومية ووكلاء مؤسسات الطوافـة، ويتم استخدام هذه الصالة لاستقبال ضيوف الرحمن والذين يفدون سنويا لأداء فريضة الحج بالأراضي المقدسة، في فبراير 2019، بدأ تنفيذ مشروع تكييف مناطق الانتظار بمنطقة مجمع صالات الحج والعمرة بالمطار.

### الصالة الملكية
تقع الصالة الملكية في الجهة الغربية من مطار الملك عبد العزيز الدولي على مساحة 3,000 متر مربع. وهي مستقلة تماما عن بقية مرافق المطار والمخصصة حصريا لخدمة الملك والعائلة الحاكمة بالإضافة إلى الضيوف بحكام الدول وملوك ورؤساء الدول والشخصيات السياسية وممثلين الحكومات القادمين لزيارة المملكة العربية السعودية.

## صالات مطار الملك عبد العزيز الجديد
تسعى الهيئة العامة للطيران المدني من خلال تطوير صالات المطار الجديدة توفير كافة المرافق والخدمات بأعلى معايير الجودة العالمية، وذلك لجميع العملاء من المسافرين والمستأجرين ومشغلي الخطوط الجوية، بمستويات من الاحترافية والكفاءة العالية، وأساليب مجدية مالياً وملتزمة بيئياً.

### الرؤية
إنّ من المؤمّل أن يصبح مطار الملك عبد العزيز الدولي الجديد مركزاً اقتصادياً متطوراً ومعْلَماً حضارياً بارزاً في المملكة العربية السعودية والمنطقة؛ حيث يتكامل مع خطط التنمية الطموحة للمملكة، ويحقق طموح الهيئة العامة للطيران المدني في تعزيز مكانة مدينة جدة كمحور عالمي.

### المخطط العام
لقد صمم المخطط العام على أن يتمّ تنفيذ التطوير على ثلاثة مراحل حتى عام 2035 م، حيث تصل الطاقة الاستيعابية الكاملة للمطار الجديد إلى القدرة على خدمة (80) مليون مسافر سنوياً، وذلك باستخدام المدارج الثلاثة الموجودة حالياً. كما تلتزم الخطة الاستراتيجية مبدأ «في الوقت المحدّد» لضمان التوازن الأمثل بين الاستطاعة وجودة الخدمات والتكلفة، وبذلك تكون قد حققت مطاراً جديداً ولكن ضمن حدود المطار الحالي. ولعلّ من أبرز المزايا التي توفرها المساحة الكبيرة المتاحة حالياً هي تمكين الخطة من المضيّ قدماً في تحقيق أهدافها المرسومة.
- المرحلة الأولى هي قيد التنفيذ حالياً بهدف تحقيق الأهداف المحدّدة، بحلول عام 2014 م.

ستصبح صالة المطار التي صممت وفق أرقى المواصفات الفنية متطورة جداً وقادرة على خدمة 30 مليون مسافر سنوياً مع إمكانية استخدامها لكلّ من الرحلات الداخلية والدولية.
كما سيضم المطار مركزاً للمواصلات، ومحطة قطار حديثة لقطار الحرمين السريع الذي يتم بناؤه الآن بحيث يربط المطار بكل من مكة المكرمة والمدينة المنورة.
كما تشمل المرحلة الأولى برنامجاً متكاملاً لدعم وتحسين البنية التحتية: برج جديد للتحكم بحركة وأنظمة وأجهزة الطيران، شبكة جديدة من الطرقات داخل أرض المطار وخارجه، شبكة حديثة للخدمات والمرافق العامة، ومباني الدعم المساندة الأخرى.
تشمل المرحلة الأولى من أعمال التطوير أيضاً إتاحة الفرص الجديدة لاستثمارات القطاع الخاص (إنشاء قرية الشحن، ومدينة المطار).
وفي هذه المرحلة سوف يستمر المطار الحالي في تقديم خدماته الكاملة دونما توقف وفي كل الأوقات أثناء عمليات التطوير والبناء.
كما سيتم تنفيذ برنامج جهوزية تشغيل المطار وفق خطة مبرمجة، بحيث يتم نقل جميع الخطوط الجوية من الصالتين الحاليتين إلى المنشآت الجديدة بكل سهولة وانسيابية.
ستعزز هذه المرحلة فرص مشاركة القطاع الخاص في المشروع، وذلك من خلال الاستفادة من الطابع الحيوي (الديناميكيي) للمشروع، وما يتيحه من التنوّع والجودة العالية للنشاطات التجارية المختلفة عبر أعمال تطوير المطار الجديد. وذلك سيساهم في إحداث فرص عمل جديدة

### حقائق وأرقام
يتضمن المشروع العناصر الرئيسية التالية:
مجمّع صالات المسافرين التي تقام على أرض تبلغ مساحتها 670 ألف متراً مربعاً، وهي منشأة فائقة التطور بتصميمها الفريد.
ستجهز صالات السفر بـ (46) بوابة لصعود الطائرات، تتصل بـ (96) جسراً للوصول للطائرات، بما فيها الطائرات العملاقة ذات الطابقين من طراز (إيرباص - A380)
صالات الانتظار وفق أرفع المستويات، فندق تابع للمطار، ومنطقة للأسواق التجارية الحديثة.
نظام نقل الركاب الآلي يصل بين مركز استقبال الركاب ومركز الرحلات الدولية، وذلك لتسهيل تنقل المسافرين آلياً.
مركز حديث للمواصلات، يضم أحدث وسائل النقل المتنوعة بما فيها محطة قطار متكاملة، وذلك لانتقال الركاب وسفرهم بمنتهى اليسر.
نظام متطور لتحميل ومناولة أمتعة المسافرين، يمتد لأكثر من 60 كيلومتراً من سيور النقل المتحركة.
أحدث نظام تقني للتحكم بحركة المرور الجوي، مع برج المراقبة الملاحي بتصميمه الفني المميز، والذي يبلغ ارتفاعه أكثر من 130 متراً.
شبكات واسعة من الطرق والأنفاق ومدارج الطائرات، ومرافق ومنشآت متنوعة للدعم والمساندة، وقد صممت جميعها بعناية بشكل متناسب مع تصاميم المباني الرئيسية .
محطة خاصة لخزانات الوقود وشبكة إمداد الوقود .
مشتل مركزي خاص للعناية بالنباتات وخدمة حدائق المطار الداخلية وما حوله .
وقد افتتح الملك سلمان بن عبد العزيز الصالة رقم 1 في 24 سبتمبر 2019.

### المحافظة على البيئة
لقد أخذ بعين الاعتبار خلال جميع مراحل التصميم والتنفيذ وما يتبعها من عمليات أقصى درجات الاهتمام والالتزام بقواعد المحافظة على البيئة وحمايتها. وتحرص هذه السياسة على تحقيق الهدف المحدّد، بحيث يحرز المشروع الشهادة الفضية، وفق معيار (Leadership in Energy and Environmental Design)، وذلك لبلوغ موقع الريادة على مستوى الطاقة والتصميم البيئي المثالي، وهذا يقتضي اتباع أساليب دقيقة جداً والتزام شروط صارمة سواء في التصميم واختيار المواد، واعتماد مبدأ إعادة التدوير، والالتزام بخفض مستويات النواتج الكربونية حيثما أمكن ذلك .
لقد حظيت الاعتبارات البيئية باهتمام بالغ في كافة الجوانب وعلى كل الصعد؛ فأعمال التنظيف وتحسين الأرض جارية ومستمرة على قدم وساق منذ بداية المشروع .

### مدينة المطار
في ظل قيادة هيئة الطيران المدني العام لبرنامج المطار، يتم جذب القطاع الخاص لاغتنام الفرص المتاحة في مجال الخدمات والصناعات المساندة، والتي من أهمها مرافق الشحن المتعددة والنمو المرحلي لمدينة المطار.
«لقد أدركت الهيئة العامة للطيران المدني وكبار المشاركين في المشروع، بما فيهم الهيئة العربية السعودية العامة للاستثمار، وأمانة مدينة جدة، والغرفة التجارية والصناعية بجدة، وكذلك المستثمرون من القطاع الخاص، أهميّة هذه الفرصة الفريدة من نوعها لإنشاء ضاحية حديثة في شمال جدة (مدينة المطار) حول مطار الملك عبد العزيز الدولي الجديد، لما يتمتع به من بنية تحتية عالية الجودة، ومتطورة تقنياً، إضافة إلى البيئة الجذابة. وتشير الدراسات بقوة إلى إمكانية استقطاب شرائح متنوعة من السكان، إضافة إلى نشوء فرص جديدة من الأعمال والأنشطة التجارية المتنوعة التي ستخدم وتجتذب رواد ضاحية المطار، وبالتالي سوف ترفد حركة النموّ الاقتصادي في المنطقة برمتها، وتعزز من مكانة المطار .»
http://www.jed-airport.com/about_new.php

## إحصائيات
أكثر من 17 مليون راكب يستخدم مطار جدة في كل عام
| السنة | مجموع الركاب | مجموع حركة الطائرات | إجمالي الشحن (طن) |
| ----- | ------------ | ------------------- | ----------------- |
| 1998  | 9,716,000    | 85,613              |                   |
| 1999  | 10,149,000   | 88,701              |                   |
| 2000  | 10,465,000   | 88,531              |                   |
| 2001  | 10,237,000   | 86,438              |                   |
| 2002  | 10,849,000   | 86,453              |                   |
| 2003  | 11,248,000   | 88,433              |                   |
| 2004  | 12,257,000   | 93,685              |                   |
| 2005  | 13,239,000   | 98,986              |                   |
| 2006  | 13,265,000   | 107,740             |                   |
| 2007  | 14,356,000   | 122,266             |                   |
| 2008  | 17,644,000   | 138,599             |                   |
| 2009  | 17,757,000   | 142,505             |                   |
| 2010  | 17,891,364   | 146,365             | 231,730           |
| 2011  | 22,900,004   | 156,700             | 265,600           |
| 2012  | 26,300,000   | 246,500             |                   |
| 2013  | 26,581,000   | 187,446             | 467,181           |
| 2014  | 28,037,867   | 182,458             | 499,911           |
| 2015  | 30,093,539   | 212,799             | 716,610           |
| 2016  | 31,153,000   | 226,141             | 414,310           |
| 2017  | 34,300,000   | 229,354             | 432,281           |
| 2018  | 41,200,000   | 340,333             |                   |

## خطوط وشركات الطيران
الخطوط الجوية العاملة في مطار الملك عبد العزيز الدولي:

### الرحلات المغادرة والقادمة
| الخطوط الجوية                     | الاتجاه | المحطة |
| --------------------------------- | --- | ------ |
| الخطوط الجوية العربية السعودية    | الرحلات الدولية: (أبوظبي، الإسكندرية، ناجبور، إزمير، البندقية، بوغوتا، الجزائر، كانو، عمان، البحرين، بيروت، القاهرة، شرم الشيخ، بنغالور، كولومبو، دلهي، كوتشي، تشيناي، دكا، دبي، قريبا الشارقة، فرانكفورت، جنيف، إسلام أباد، إسطنبول، برلين، جاكرتا، لكهنؤ، لاهور، ثيروفانانثابورام، جوهانسبرغ، كراتشي، كوالالمبور، الكويت، لندن، مدريد، مانشستر، مانيلا، ميلان، ميونخ، مومباي، ملتان، مسقط، الدوحة، نيروبي، نيويورك، باريس، بيشاور، روما، تونس، سنغافورة، طهران، مشهد، واشنطن، مانشستر. لوس أنجلوس، تورنتو، موريشيوس، كيب تاون، اوكلاند ، لاس فيغاس) الرحلات الداخلية: أبها، الأحساء، الباحة، عرعر، بيشة، الدمام، الدوادمي، القصيم، القريات، الهفوف، حائل، جيزان، الجوف، المدينة المنورة، نجران، القيصومة، شرورة، تبوك، الطائف، طريف، وادي الدواسر، محافظة الوجه، ينبع، الباحة، العلا، الرياض) | 1      |
| طيران ناس                         | أبوظبي، ، مسقط أضنة (تركيا)، الجزائر،عمان، بغداد، بيروت، الرياض، دبي، الفجيرة ، أربيل، هاتاي (تركيا)، الأحساء، مطار صبيحة كوكجن الدولي، جازان، كانو، الخرطوم، الكويت، المدينة المنورة، الرياض، الشارقة، رأس الخيمة ،شرم الشيخ، تبوك، ينبعموسمي: مطار كاليكوت، سراييفو، تبليسي تأجير: مطار سوكارنو هاتا الدولي | 1      |
| مصر للطيران                       | (القاهرة، الإسكندرية، الأقصر، شرم الشيخ) أسيوط، الأقصر، سوهاج | 1      |
| مصر للطيران إكسبريس               | ** مصر للطيران إكسبريس (القاهرة، الإسكندرية، الأقصر، شرم الشيخ) | 1      |
| الموريتانية للطيران               | نواذيبو | 1      |
|                                   | نواكشوط | 1      |
| العربية للطيران                   | رأس الخيمة، الشارقة | 1      |
| الخطوط الجوية الأفريقية           | مصراتة، طرابلس موسمي: الأبرق، بنغازي | 1      |
| خطوط إيجة الجوية                  | أثينا |        |
| إيربلو                            | باكستان (كراتشي، لاهور، ملتان، بيشاور) |        |
| الخطوط الجوية الجزائرية           | الجزائر | 1      |
| الخطوط الجوية الفرنسية            | باريس-شارل دو غول | 1      |
| طيران أديل                        | الطائف، مطار القاهرة الدولي \|القاهرة]]، القصيم ، مسقط، دبي، أبو سمبل، المالديف (استأنفت بتاريخ 16 فبراير 2020)، الرياض الحج: مطار أورانجاباد ‏، riyadh | 1      |
| الخطوط الجوية النمساوية           | فيينا | 1      |
| بي إم أي                          | لندن | 1      |
| الخطوط الجوية البريطانية          | لندن | 1      |
| الخطوط الجوية القبرصية            | لارنكا | 1      |
| طيران الإمارات                    | دبي | 1      |
| الاتحاد للطيران                   | أبوظبي مطار أبوظبي الدولي الحج: العين | 1      |
| طيران الخليج                      | البحرين | 1      |
| طيران الشرق الأوسط                | بيروت | 1      |
| الطيران العماني                   | مسقط، صلالة | 1      |
| الخطوط الجوية الأثيوبية           | أديس أبابا، الكويت | 1      |
| الخطوط الجوية الكويتية            | الكويت | 1      |
| لوفتهانزا                         | فرانكفورت، الدوحة | 1      |
| الخطوط الجوية الدولية الباكستانية | كراتشي، إسلام أباد | 1      |
| الخطوط الجوية القطرية             | الدوحة | 1      |
| الملكية الأردنية                  | عمَان-الملكة علياء | 1      |
| الخطوط الجوية السودانية           | الخرطوم - بورتسودان | 1      |
| الخطوط الجوية اليمنية             | صنعاء | 1      |
| الخطوط الجوية السورية             | دمشق | 1      |
| الخطوط الجوية التركية             | إسطنبول-أتاتورك | 1      |
| الخطوط الجوية الدولية السويسرية   | زيورخ | 1      |
| غارودا إندونيسيا                  | جاكرتا | 1      |
| الخطوط الملكية المغربية           | الرباط | 1      |
| الخطوط الجوية السنغافورية         | سنغافورة | 1      |
| الخطوط الجوية السريلانكية         | كولمبو | 1      |
| الخطوط الجوية الفلسطينية          | العريش | 1      |
| خطوط رويال بروناي الجوية          | بندر سري بكاوان | 1      |
| الخطوط الجوية الماليزية           | كوالالمبور | 1      |
| إيران للطيران                     | طهران | 1      |
| الخطوط الجوية الليبية             | طرابلس، بنغازى | 1      |
| جوبا إيرويز                       | مقديشيو | 1      |
| طيران دالو                        | مطار هرجيسا الدولي، مطار آدم عبد الله الدولي |        |
| الخطوط الجوية الإريترية           | مطار أسمرة الدولي |        |
| خطوط بيمان بنغلاديش الجوية        | مطار شاه أمانات الدولي، مطار شاه جلال الدولي الحج: مطار عثماني الدولي | 1      |
| طيران الصين                       | الحج: أورومتشي (الصين) |        |
| الخطوط الجوية الأفغانية           | كابل، قندهار |        |
| الخطوط الجوية الأذربيجانية        | تأجير موسمي: باكو |        |
| Batik Air                         | Makassar، ميدان (إندونيسيا), Surakarta/Solo |        |
| سيتي لينك                         | موسمي: مطار كوالانامو الدولي، مطار أحمد ياني الدولي، مطار جواندا الدولي، Surakarta/Solo |        |
| خطوط دلتا الجوية                  | نيويورك، الدمام، واشنطن العاصمة، كولومبوس، سان فرانسيسكو |        |

### الشحن
| شركـات طيـران                  | الوجهات |
| ------------------------------ | --- |
| الخطوط الجوية الفرنسية         | الدمام، هونغ كونغ، باريس-شارل دو غول |
| دي إتش إل الطيران الدولي إم إي | البحرين |
| الخطوط الجوية الإثيوبية        | أديس أبابا |
| لوفتهانزا للشحن                | فرانكفورت، الشارقة |
| الخطوط السعودية للشحن          | أديس أبابا، أمستردام، بروكسل، الدمام، مطار شاه جلال الدولي، فرانكفورت، مطار قوانغتشو باييون الدولي، هونغ كونغ، مطار أوليفر ريجنالد تامبو، الخرطوم، مالابورام (الهند)، ماستريخت آخن (هولندا)، لاغوس ( نيجيريا)، لكناو (ولاية أتر برديش بالهند)، ميلانو (إيطاليا)، ممباي (الهند)، نيروبي (كينيا)، نيويورك، انجمينا، الرياض، شانغهاي، الشارقة |

## الحوادث والوقائع
- في 11 يوليو 1991، تعرضت الرحلة 2120 للخطوط الجوية النيجيرية، وهي طائرة من طراز دوغلاس دي سي-8-61، إلى مشاكل في ضغط المقصورة تبعها حريق بسبب فشل جهاز الهبوط. حاول الطيارون العودة إلى المطار لكنهم فشلوا في الوصول إليه وتحطمت الطائرة، مما أسفر عن مقتل جميع ركابها البالغ عددهم 247 راكبا و 14 من أفراد الطاقم.[32]

- في 1 مارس 2004 ، أثناء الرحلة 2002 الخطوط الجوية الدولية الباكستانية، وهي طائرة من طراز إيرباص إيه 300 B4-200، انفجر إطارين أثناء الإقلاع. ابتلعت المحركات أجزاءًا من الإطارات، مما تسبب في اشتعال المحركات وإحباط الإقلاع. بسبب الأضرار الجسيمة التي لحقت المحرك والجناح الأيسر، تم شطب الطائرة. نجا جميع الركاب البالغ عددهم 261 و 12 من أفراد الطاقم.[33]
- في 21 مايو 2018، تم تحويل طائرة من طراز إيرباص إيه 330-200 (Reg TC-OCH) تابعة لشركة Onur Air ، تعمل على متن الرحلة 3818 من المدينة المنورة إلى دكا، إلى جدة بعد تعرضها لخلل في جهاز الهبوط. تم إجبارها على الهبوط دون معدات الأنف، ولم تنهار معدات الهبوط المتبقية. لم يتم الإبلاغ عن إصابات.[34]

## روابط خارجية
- الموقع الرسمي